# Sãotométörnskata
Sãotométörnskata (Lanius newtoni) är en utrotningshotad fågel i familjen törnskator inom ordningen tättingar som enbart förekommer på ön São Tomé utanför Västafrika.

## Utseende
Sãotométörnskatan är en 20-21 centimeter lång långstjärtad skogslevande törnskata. Den är svart ovan med en vit fläck på skapularerna som kan vara gultonad. Den är blekgul på hake, bröst, buk, flanker, undergump och undre stjärttäckare. Den kilformade stjärten har helsvarta centrala stjärtfjädrar och ökande antal vitt ut mot stjärtens kanter. Ungfåglar är bandat gulbrunt och svart. Lätet är en klar vissling, tiu tiu, som ofta upprepas och ett metalliskt tsink tsink hörbart på långt håll.

## Utbredning och systematik
Fågeln förekommer enbart på São Tomé och återsågs 1990 efter 50 års frånvaro.

## Status
IUCN kategoriserar arten som akut hotad.